# Komalah
Komalah (kurdiska: Komalah) är ett kurdiskt parti. Komalah-partiets högkvarter är för närvarande i Kurdistan-regionen. De har en väpnad gren som har en historia av att leda det kurdiska motståndet och har fått stöd av Kina. Komalah förespråkar kommunism, marxism-leninism, maoism, antiimperialism och kurdisk nationalism. Ledarna inom Komalah-kommittén anses vara sinofiler.
Komalah vill bilda ett självständigt kommunistiskt Kurdistan baserat på den kinesiska modellen.